# Дараи-Назарак
Дараи-Назарак (тадж. Дараи Назарак) — деха́ (сельский населённый пункт) в Таджикабадском районе РРП Таджикистана. Входит в состав сельской общины (джамоата дехота) Калаи-Лабиоб. Расстояние от села до центра района (пгт Таджикабад) — 5 км, до центра джамоата (пгт Таджикабад) — 5 км. Население — 291 человек (2017 г.), таджики. Население в основном занято сельским хозяйством (животноводство и растениводство). Земли орошаются главным образом водами горных источников.